# Arquitetura bizantina

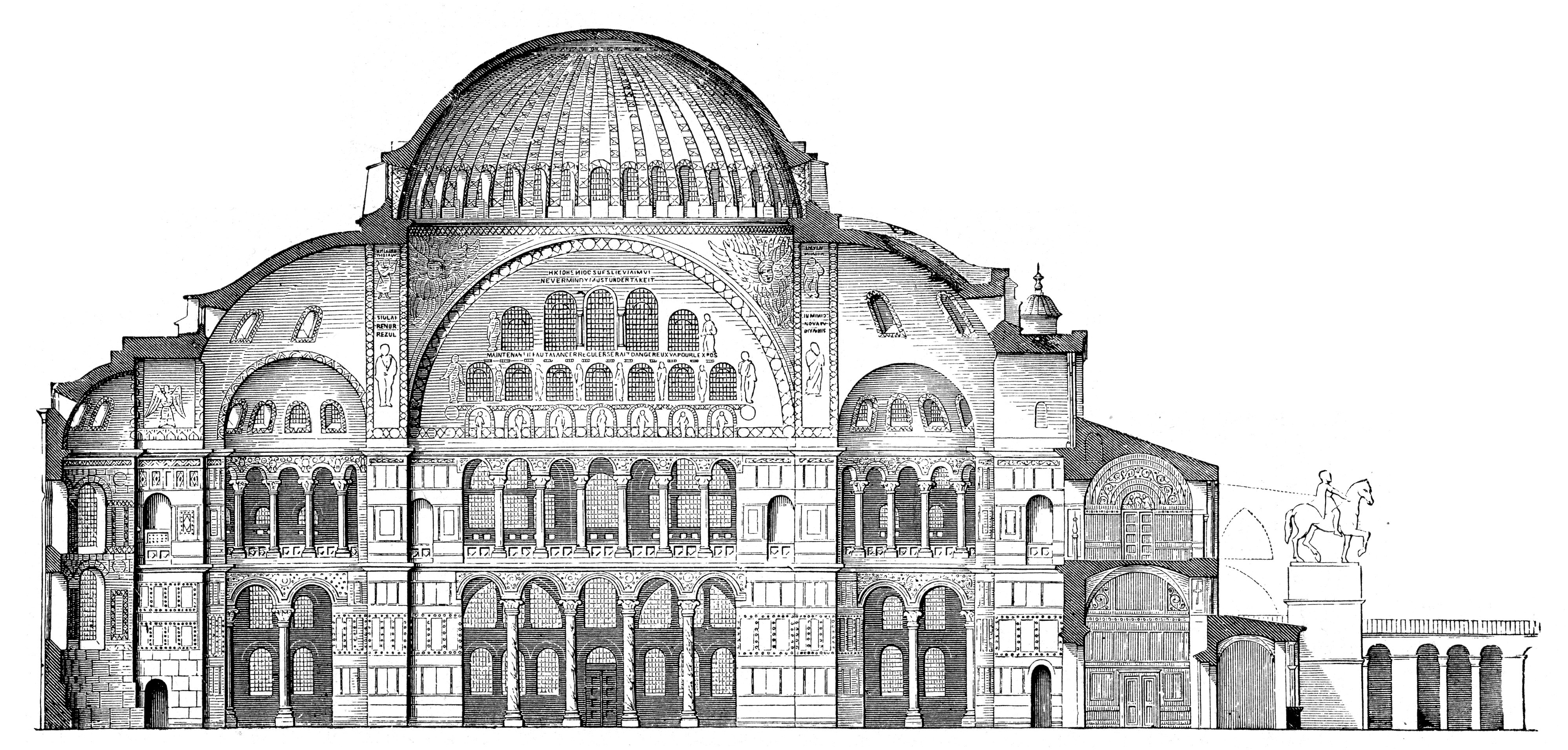
Santa Sofia de Constantinopla, considerada a obra-prima da arquitetura bizantina.

Chama-se arquitetura bizantina ou arquitetura romana do Oriente, aquela desenvolvida pelo Império Bizantino (assim chamado como referência a Bizâncio, o antigo nome da capital imperial bizantina Constantinopla, depois de 330) durante a Idade Média (atualmente será mais correto denominar este período Antiguidade Tardia - a dita decadência romana - e não Idade Média) como desenvolvimento da arquitetura romana.
O estilo caracteriza-se pelos mosaicos vitrificados e pelos ícones, pinturas sacras normalmente feitas sobre madeira, com disposição tríptica.
A arquitetura é marcada pelo processamento das várias influências estéticas recebidas pelo Império Bizantino. Também destacou-se no desenvolvimento da engenharia e de técnicas construtivas arrojadas, tendo sido responsável pela difusão de novas formas e tipologias de cúpulas.
Os bizantinos destacaram-se especialmente na arquitetura religiosa, tendo na Catedral de Santa Sofia (sagrada sabedoria, em Istambul, atual Turquia), sua realização mais paradigmática. Construída pelo imperador Constantino em 360, mas com a ideia encomendada por Justiniano, que contratou dois matemáticos para realizarem o projeto, Antêmio de Trales e Isidoro de Mileto. Os dois surpreenderam a todos construindo uma obra que representa um ícone da arquitetura bizantina.
O edifício é uma mistura das grandes construções romanas, como as termas de Caracala, com o clima místico das construções orientais. A estrutura se assemelha a uma basílica romana, com uma forma retangular, que abriga até três campos de futebol. Além da dimensão, o seu grandioso domo central, diferente do Panteão que tinha paredes circulares, e que é aqui pela primeira vez utilizado, torna-se num dos mais impressionantes pontos de interesse. Quatro arcos formam um quadrado que sustenta pendentes de abóbadas esféricas, que, por sua vez, apoiam o imenso domo. A base deste domo é vazada por quarenta janelas em arco que permitem a entrada da luz, dando leveza à estrutura e oferecendo a ilusão de um halo celestial.
Durante quatrocentos anos esta cidade foi a maior do mundo e, da Rússia a Veneza, as catedrais se basearam na Santa Sofia, uma das mais belas igrejas do cristianismo. O tempo não foi obstáculo para que ela ainda hoje permaneça bela, mesmo tendo sido várias vezes danificada e reconstruída após incêndios, terremotos e vandalismo. E finalmente convertida em mesquita, em 1453, onde hoje, dos seus quatro minaretes, se anuncia um exemplo de persistência, talvez pela fé, talvez pela inconsciente vontade de preservar a beleza.

## Época Primitiva (527-843)
Originalmente, a arquitetura bizantina era apenas uma extensão da arquitetura romana antiga. Durante o Império Romano Tardio, a difusão do Cristianismo levou ao desenvolvimento da arquitetura paleocristã, com a construção de igreja cuja planta, inicialmente derivada daquela dos templos pagãos e especialmente romanos basílicas civis que haviam sido convertidos em locais de culto, gradualmente adotaram formas mais adequadas ao culto cristão. Enquanto do século IV ao VI, a planta basilical retangular constitui tanto no Oriente como no Ocidente o protótipo das igrejas paroquiais, episcopais ou monásticas, e ao mesmo tempo, desenvolveu-se uma arquitetura onde a planta centrada, em forma de rotunda ou cruz grega, tenderia gradualmente a substituir a de forma longitudinal. O tijolo passa a ser mais predominante que a pedra cortada como material de construção, a disposição das colunas é feita de forma mais livre. Os mosaicos figurativos com fundo dourado tornaram-se o elemento essencial da decoração de interiores, nomeadamente abóbadas e cúpulas. Para dar lugar aos mosaicos, procurou-se retirar completamente os revestimentos de madeira, o que naturalmente levou ao abandono da planta da basílica, que foi substituída por plantas resultantes de montagens cada vez mais complexas de cúpulas e meias-cúpulas. Depois da grande crise da Antiguidade Tardia, que viu a queda do Império Romano do Ocidente, o século VI é um período de renovação e de experimentação muito fecunda no campo arquitectónico para o Império Romano do Oriente, que atingiu então o seu pico. Vemos a coexistência de uma grande diversidade de plantas, que por vezes se combinam de forma complexa. Os imperadores Justino I e Justiniano I foram grandes construtores de edifícios religiosos (igrejas) e civis (fortes, palácios, edifícios públicos, mercados, aquedutos).. É a grandeza passada da civilização romana que verdadeiramente renasceu por um tempo em Constantinopla.

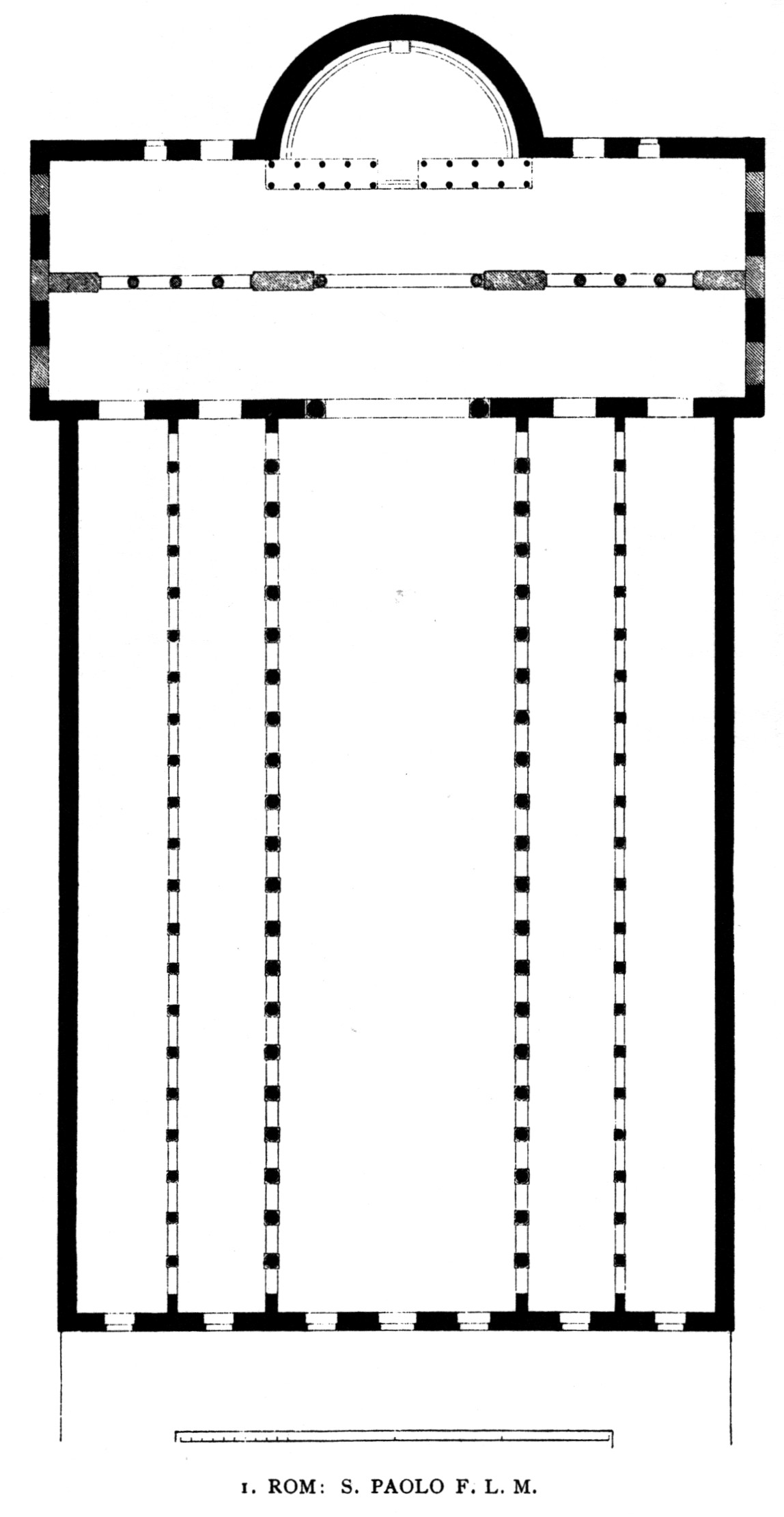
Planta da Basílica de São Paulo Extramuros de Constantino em Roma, século IV.
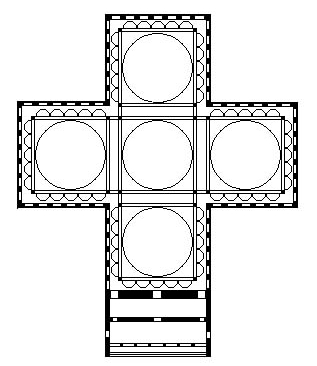
Planta centrada numa cruz grega com cinco cúpulas da Igreja dos Santos Apóstolos de Constantinopla, século VI
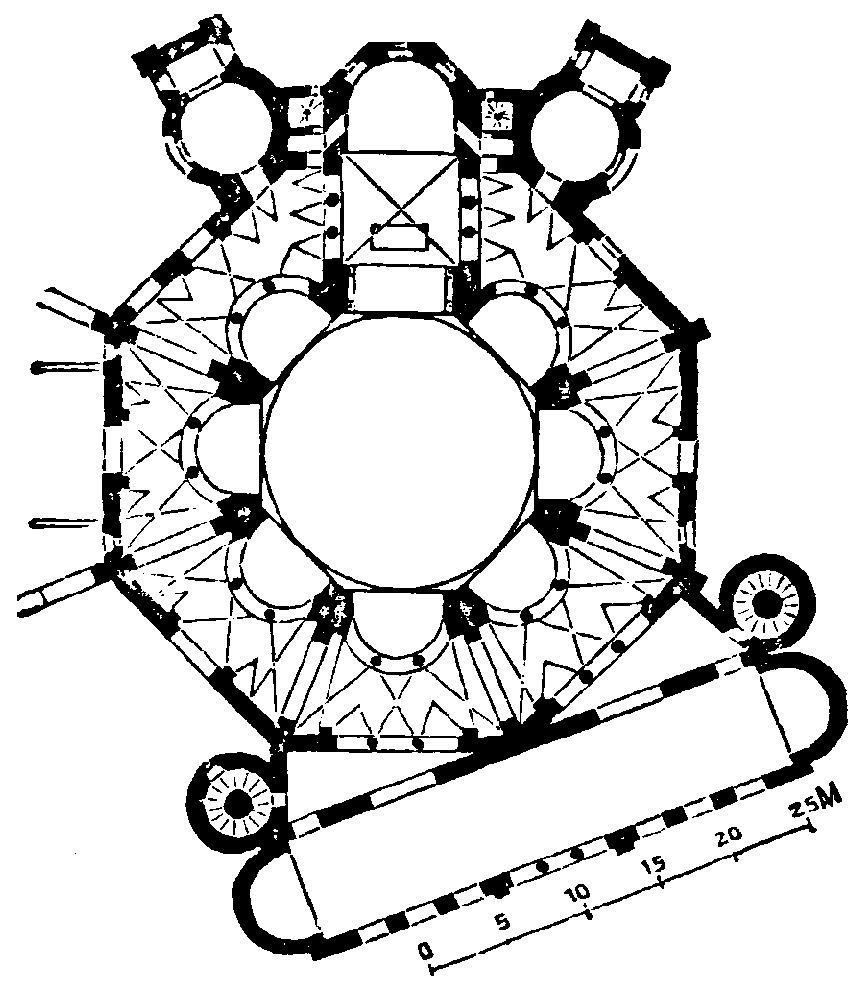
Planta octogonal centrada da Basílica de São Vital de Ravena, século VI.
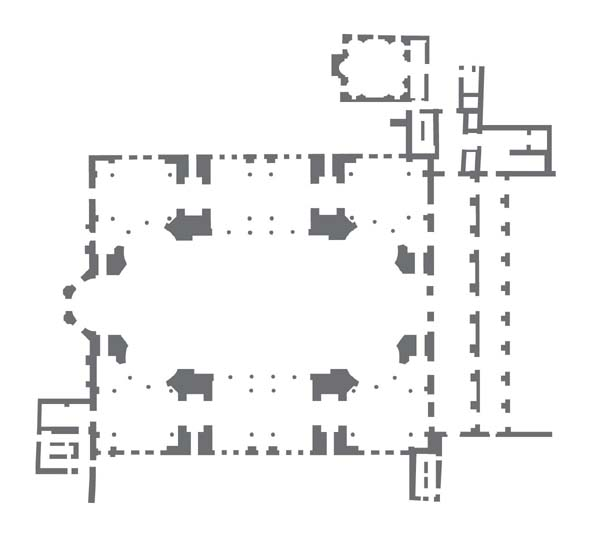
O complexo plano "intermediário" da basílica de Santa Sofia de Constantinopla, século VI, uma síntese dos planos anteriores.

Muitos monumentos deste primeiro período arquitetónico já desapareceram. Os exemplares mais representativos que sobreviveram foram construídos durante o reinado do imperador Justiniano I e estão localizados em Ravena e Constantinopla. Este período viu um progresso decisivo na história da arquitetura quando os arquitetos, Antêmio de Trales e Isidoro de Mileto, descobriram como suspender uma grande cúpula circular acima de um espaço de planta quadrada pela técnica de pendículos, um método particularmente elegante matematicamente e esteticamente. Permite que grandes cúpulas assentem em quatro pilares. Certamente já haviam ocorrido experiências tanto no Ocidente como no Oriente sobre a utilização de uma cúpula para servir de telhado para edifícios quadrados, retangulares ou cruciformes, mas foi realmente com a basílica de Santa Sofia em Constantinopla que alcançaram a perfeição e a cúpula tornou-se um símbolo da arquitetura bizantina. Esses pendentes são substituídos noutras igrejas, quando a cúpula é menor, por trompas.

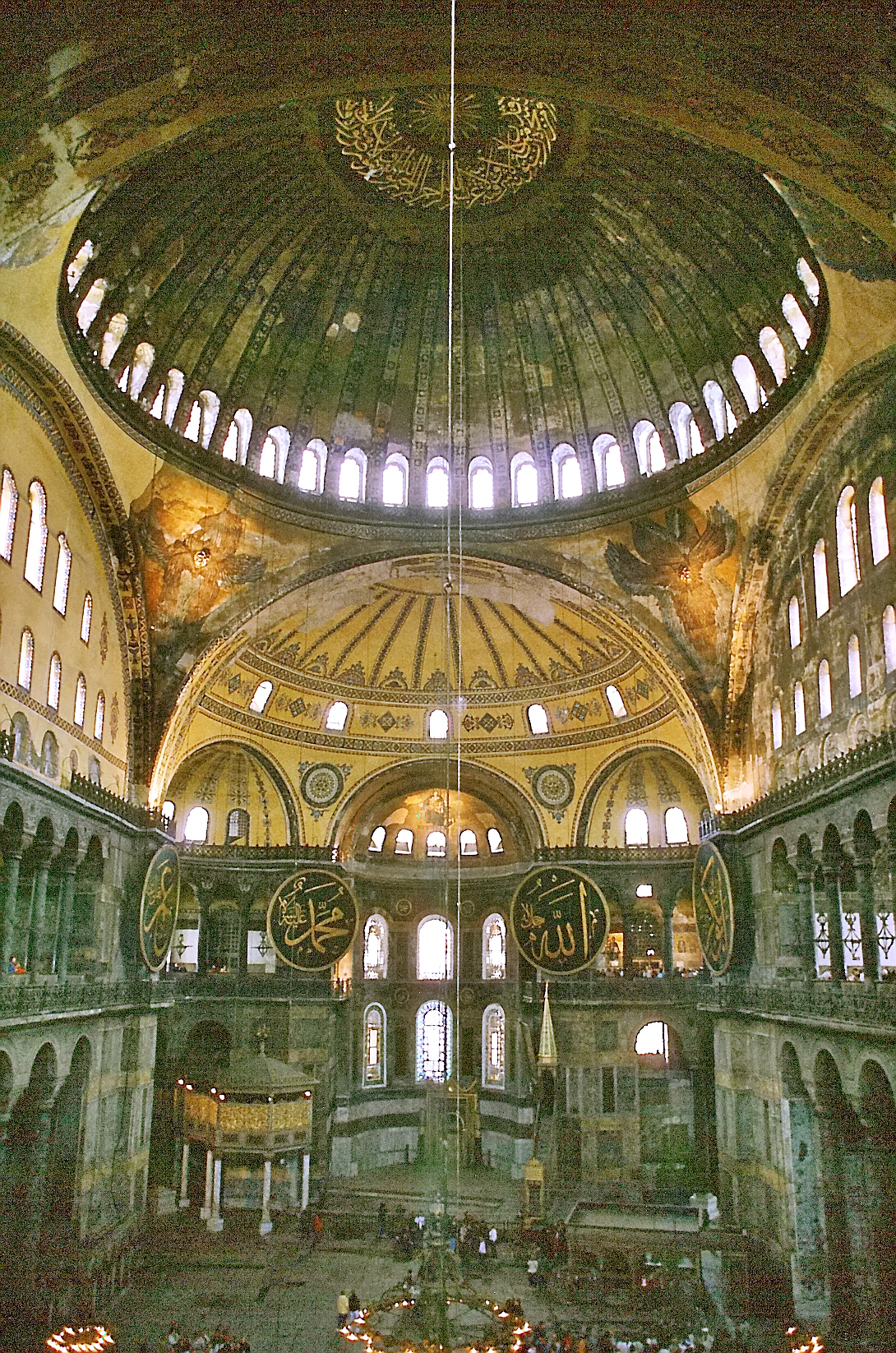
Vista interior da Santa Sofia, a cúpula culmina a 55 metros}} acima do solo. Os mosaicos dourados foram em grande parte refeitos em períodos posteriores e hoje estão cobertos e ocultos por revestimentos ou desapareceram.

A planta da Santa Sofia (Constantinopla) é uma síntese original de dois tipos de plantas: a planta central em forma de quadrado coroado por uma cúpula e rodeada por absides e absidíolos, e a planta longitudinal (basílica) que permite o prolongamento da nave central em comprimento, ladeada por naves laterais. Apesar da sua complexidade, resultou numa solução de grande unidade e harmonia, fazendo desta basílica uma das obras-primas mais admiradas da história da arquitectura. Embora a igreja seja dominada pela sua enorme cúpula central, a sua planta mantém a de uma basílica com nave central e corredores laterais separados por duas colunatas que margeiam a nave, mas as fileiras de colunas tradicionais são modificadas pela inserção de quatro grandes pilares que servem de suporte aos pendentes que sustentam a cúpula. A planta quadrada da parte central da nave é ocupada em comprimento por duas enormes absides da mesma largura que o quadrado central da nave (32 metros). A planta semicircular dessas absides é ampliada por dois absidíolos menores nas suas laterais. Estes absidíolos são sustentados cada um no seu centro por duas colunas em vermelho pórfiro (mais visível) que os separam dos corredores laterais e assim continuam as colunatas que margeiam a nave para além dos grandes pilares. Os grandes pilares são ainda decorados com falsas colunas em pórfiro ou mármore verde dependendo das laterais. Todos estes artifícios têm o efeito de obter uma espécie de nave grande com o dobro da largura e de libertar na igreja de um gigantesco volume interior desprovido de qualquer estrutura, até então inigualável, coberto pela grande cúpula ao centro e ladeado por várias meias-cúpulas. Além disso, a técnica dos pendentes, apoiados em pilares, inutiliza as paredes laterais altas (não portantes) o que permitiu inserir as colunatas laterais em dois níveis (incluindo um piso para as arquibancadas) e abrir as paredes acima das arquibancadas para iluminar majestosamente o interior através de uma infinidade de janelas em dois níveis adicionais, às quais se acrescenta a coroa de quarenta janelas que os arquitetos conseguiram criar na própria cúpula. A igreja é, portanto, tão luminosa quanto as primeiras basílicas cristãs, que suportam apenas molduras de madeira, o efeito é impressionante.
A Igreja dos Santos Apóstolos de Constantinopla, também construída sob Justiniano e hoje desaparecida, constitui mais uma tentativa de fusão das plantas, implantando uma solução muito mais simples, mas que dá menos unidade ao volume interior: era uma cruz grega composta por cinco espaços quadrados justapostos, com pilares nos cantos carregando pendentes que sustentavam cinco cúpulas de diâmetros idênticos. Tínhamos assim uma longa nave ladeada por pilares que sustentam três cúpulas enfileiradas, nave esta atravessada por um transepto da mesma dimensão e desenho da nave. Esta igreja está hoje destruída, mas a Basílica de São Marcos de Veneza, discutida a seguir, constitui uma espécie de réplica construída cinco séculos depois.

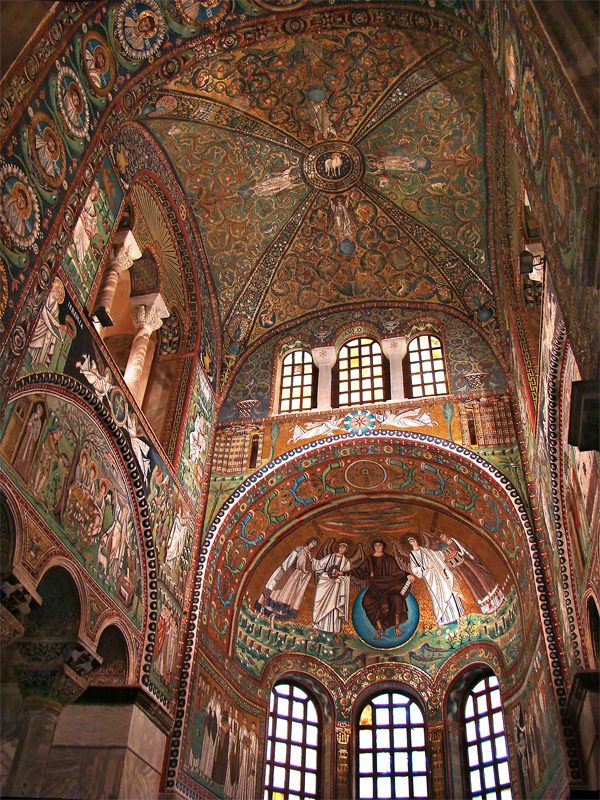
Os mosaicos de Ravena, como os da Basílica de São Vital, são os últimos tão bem preservados do período primitivo, e dão uma ideia do estilo do período

Em Ravena, mencionaremos especialmente a basílica de planta central da Basílica de São Vital, construída no século VI, e a basílica de Santo Apolinário Novo (Santo Apolinário Novo), construída no início do século VI de Teodorico, o Grande, que é um dos exemplos mais bem preservados e harmoniosos da planta basílica tradicional. Em Constantinopla, além da Basílica da Santa Sofia, foram construídas sob Justiniano I a de Santa Irene perto da Igreja de São Sérgio e São Baco (também chamada de “pequena Santa Sofia”), construída entre 527 e 536 e que se diz terem servido de modelo para as dois primeiras, porque ali também encontramos uma combinação de características distintivas de igrejas de planta longitudinal e central.

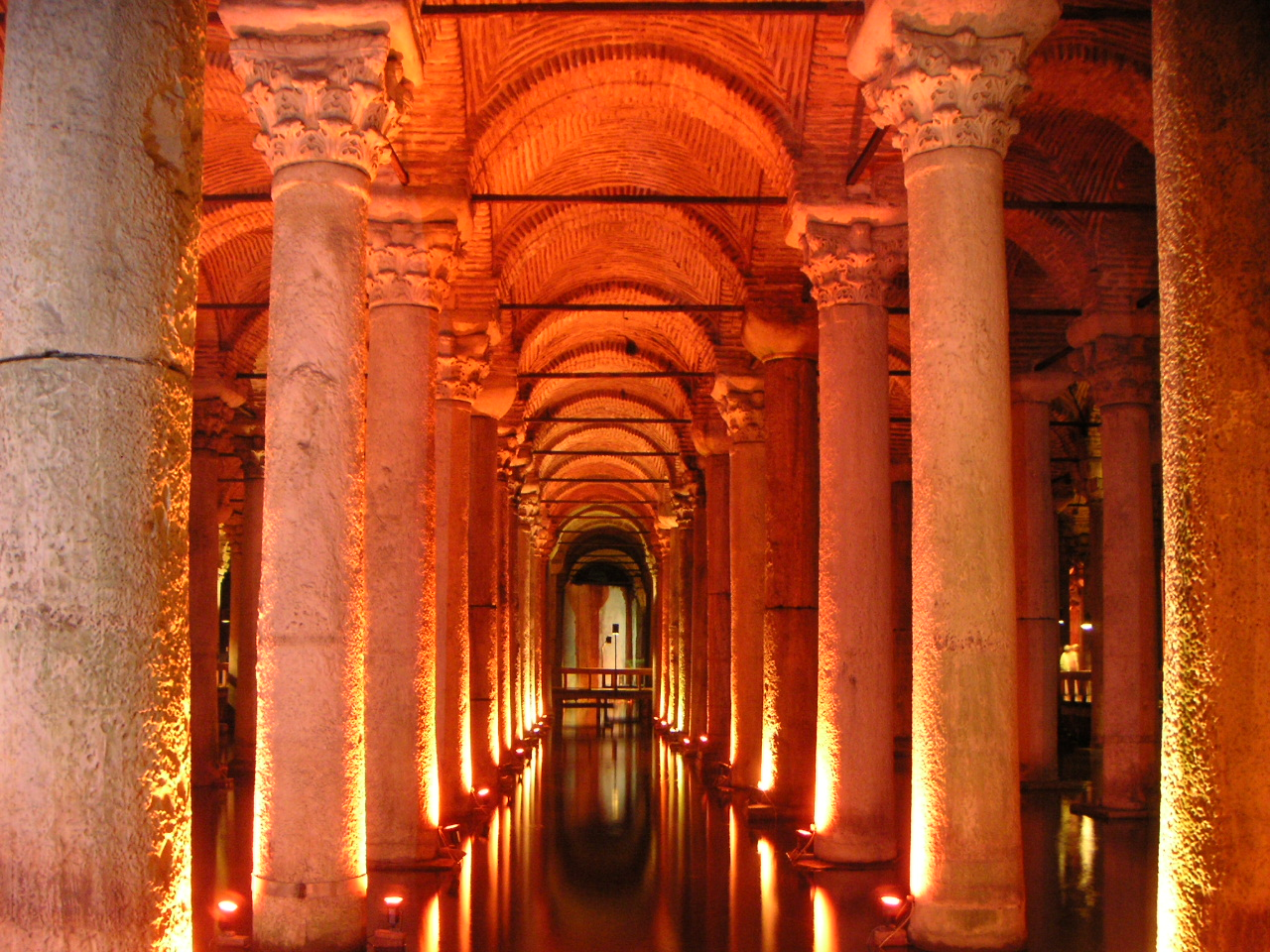
O palácio submerso, servindo como cisterna

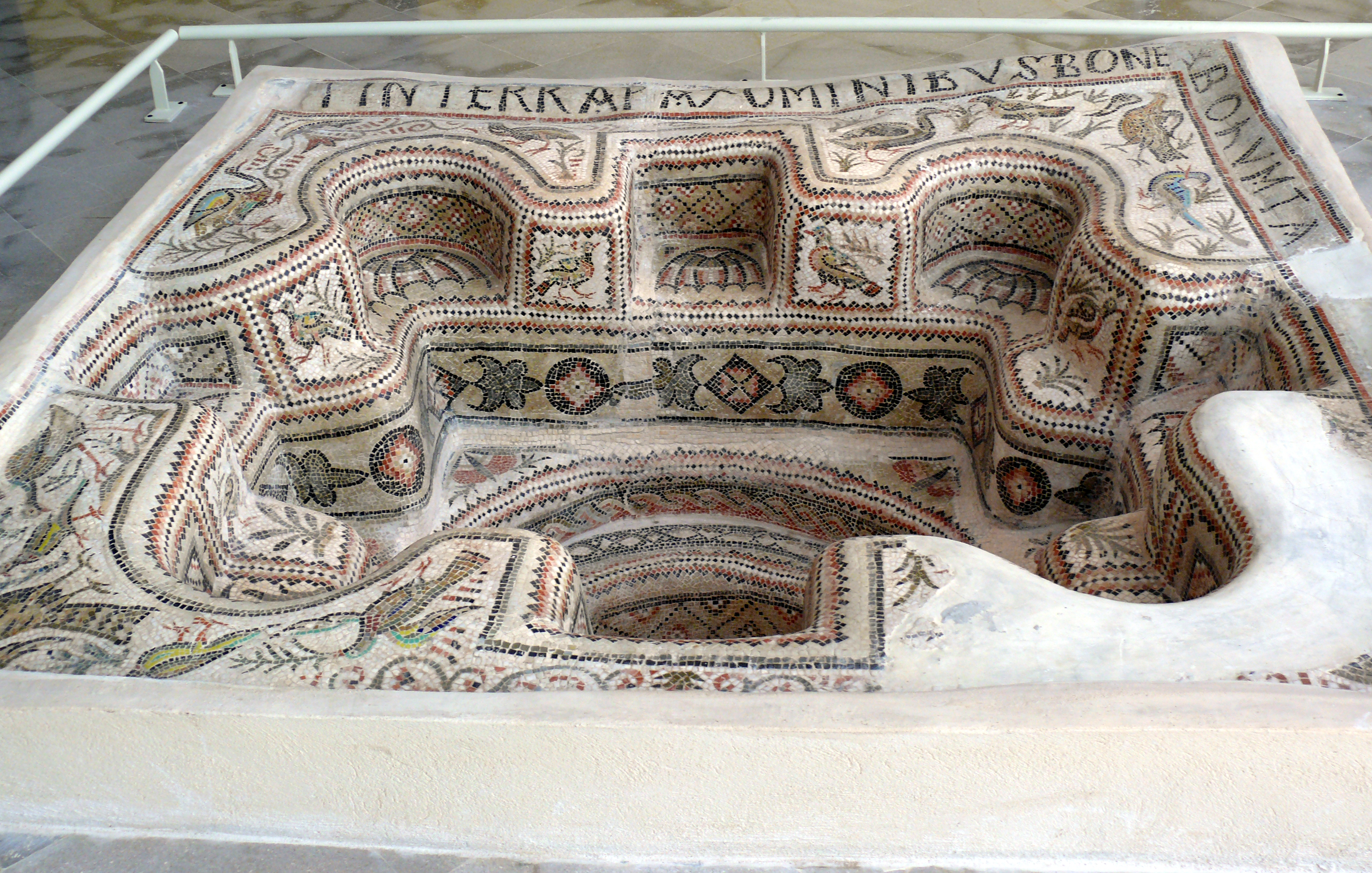
A pia batismal Bekalta, Era bizantina, século VI, El Gaalla entre Bekalta e Teboulba. A antiga pia batismal bizantina é adornada com intrincada decoração em mosaico, agora em exposição no Museu Arqueológico de Sousse, na Tunísia.

Do mesmo período datam os edifícios não destinados ao culto do Grande Palácio de Constantinopla, hoje em ruínas bem como a Muralha de Teodósio (provavelmente iniciada sob Teodósio II), que, com os seus vinte quilómetros de comprimento e as suas imponentes torres, é um dos principais atrativos turísticos da cidade além de ter permitido que ela resistisse a todos os seus inimigos por mais de mil anos. Mencionemos também o “Palácio Submerso” (em turco, Yerebatan Sarayī). Iniciado sob Justiniano na década de 530, este edifício que servia a múltiplos propósitos abrigava uma cisterna subterrânea de 138m por 65m decorada com 28 fileiras de 12 colunas cada uma sustentando uma abóbada de tijolos. Além do “Aqueduto Justiniano”, ainda se pode admirar a ponte monumental que permite atravessar o Sangário (hoje Sacaria) datada do século VI bem como a ponte sobre o Karamagara no leste da Turquia. Datada de século V ou VI, é uma ponte em arco de arco único de 17 metros de comprimento e de 10 metros em altura.
Nos demais países do império devemos citar a Igreja de São Demétrio de Tessalónica, o convento fortificado de Santa Catarina do Sinai e o Mosteiro de Jvari (século VI) na moderna Geórgia, bem como as três igrejas do grande complexo monástico de Echemiazim sede do Patriarcado da Arménia.
Todos esses edifícios têm algumas características em comum. Em primeiro lugar, vemos a evolução no século VI de um certo número de tradições antigas, como a capitel coríntia com pergaminhos complicados que se torna o capitel imposta ou capiel bizantina. Estes capitéis são bastante variados nas suas formas e decorações, mas o mais característico é o tipo piramidal com folhagens delicadas ou motivos geométricos esculpidos, como uma camada de renda que dá a ilusão de abrigar uma rede igualmente arejada por dentro ou por fora. As colunas lisas e caneladas parecem mais claras. Os pesados entablamentos da arquitetura clássica desapareceram definitivamente ou foram reduzidos a frisos, assim como as grandes arquitraves, que conferiam um caráter monumental à arquitetura clássica antiga, foram substituídas por arcos semicirculares, mais leves e mais eficientes. Quando a cobertura é de alvenaria, é quase sempre proporcionada por abóbadas ou cúpulas arredondadas e lisas, em vez de tectos em caixotões. Pisos de mosaico tendem a ser substituídos por pisos de mármore com padrões arredondados e geométricos derivados da antiga opus sectile. Nas grandes salas das igrejas, as colunas frequentemente sustentam um piso de galerias e não mais apenas o telhado. De um modo geral, a arquitectura procura elevar-se e desmaterializar-se, procura a abstracção, extrair-se dum contexto concreto e terreno, os mosaicos com fundo dourado contribuem muito para reforçar este efeito. Historicamente, podemos dizer que a arquitetura bizantina do século VI representa o apogeu e a conclusão de um longo processo de desenvolvimento da arquitetura paleocristã onde os arquitetos exploraram novos caminhos e impulsionaram a técnica ao máximo as possibilidades que lhes são disponibilizadas, mas é também o primeiro grande marco da arquitetura cristã medieval, ao propor princípios, ideais e técnicas que irão desenvolver-se noutras formas de arquitetura e encontrar outras soluções ao longo da Idade Média.

## Período intermediário (843-1204)

### Desenvolvimento histórico

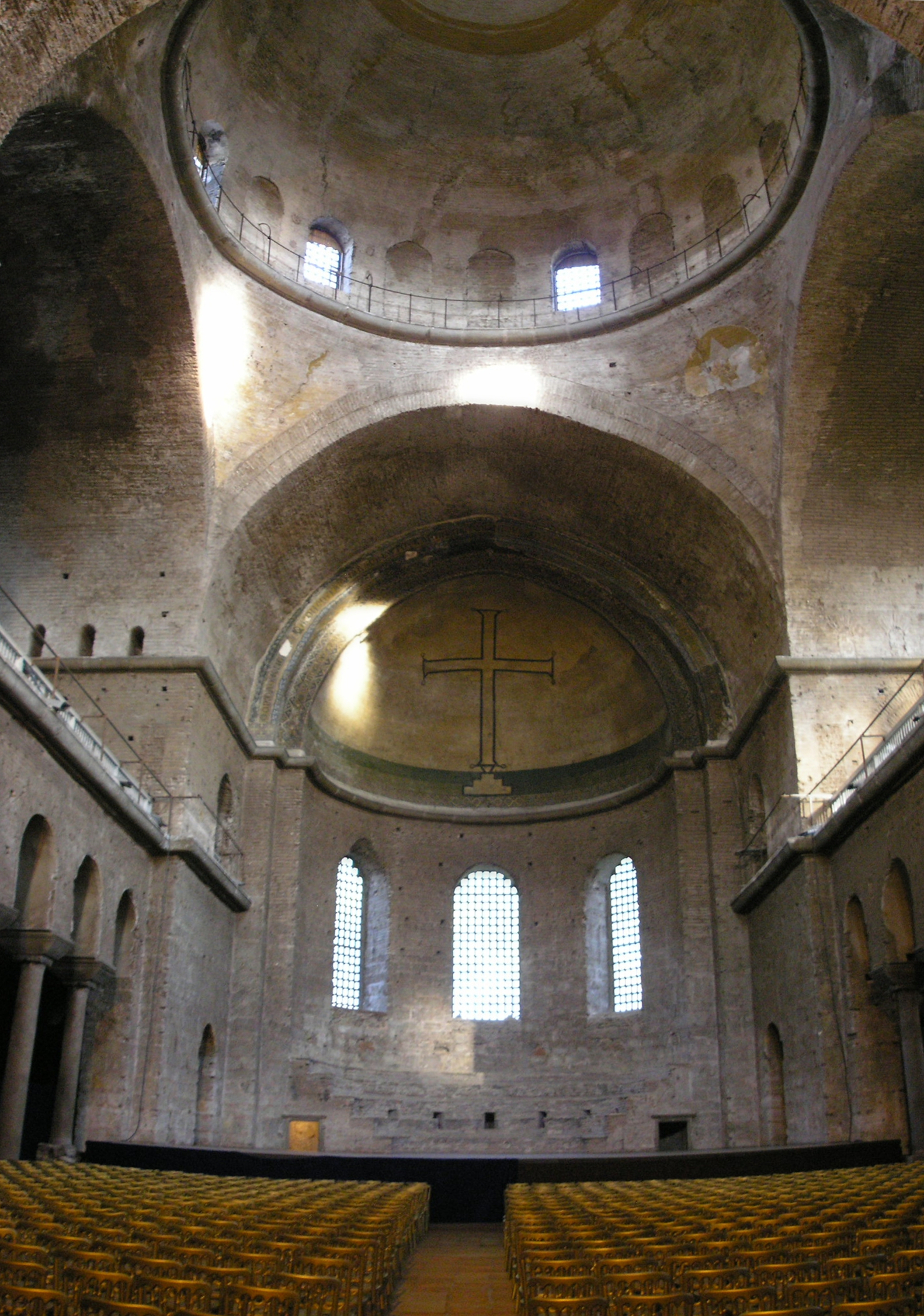
Interior da Santa Irene de Constantinopla. Como resultado da iconoclastia, quase todas as decorações interiores desapareceram e uma grande cruz substituiu a figura de Cristo.

O período frutífero e inovador de Justiniano foi seguido por dois séculos de torpor marcados pelas invasões eslavas nos Bálcãs, as guerras com a Pérsia e o cerco de Constantinopla em 626, a ascensão dos árabes e do Islão, a perda definitiva da Palestina, da Síria e do Egito nos anos 630-640, a conquista do Norte de África pelos árabes que sitiaram Constantinopla em 674-678 e em 717-718. Durante estes dois séculos, a arquitetura religiosa estagnou, resultado da crise iconoclasta durante a qual as imagens dos templos já existentes foram removidas sem a construção de novos templos. A arquitetura civil também declinou, devido às epidemias, às guerras civis e ao declínio das cidades. Durante este período, o foco principal foi a reparação ou manutenção de edifícios existentes. Estes dois séculos formam uma espécie de dobradiça que pode ser classificada neste período ou no anterior.

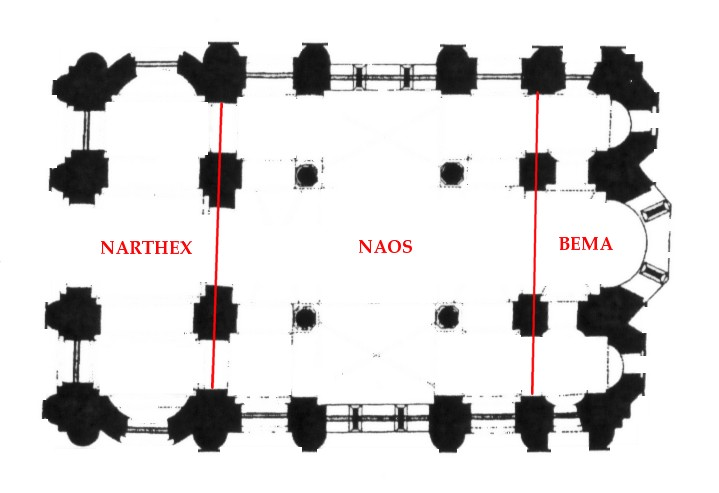
Planta de uma igreja chamada "com uma cruz inscrita"

Iremos incluí-la no período intermédio, pois foi provavelmente no século VIII que foram construídas as primeiras igrejas com cruz inscrita, planta ainda utilizada na Igreja ortodoxa. Este tipo de igreja, geralmente bastante pequena, centra-se num nau (Santo dos Santos) dividido em nove vãos por quatro colunas que sustentam uma abóbada. A poente encontra-se o nártex (hall de entrada) e a nascente o bema (santuário geralmente elevado onde se situa o altar protegido por um dossel, assente em pilares, denominado zimbório), antigamente separada do nau por uma tela, hoje substituída por uma iconóstase (parede onde estão dispostos os ícones). Diretamente sob a cúpula principal encontra-se o ambão (púlpito elevado de onde eram lidas as Sagradas Escrituras]), e ao pé do ambão o espaço reservado ao coro de cantores. Em torno da abside, o clero ocupava os seus lugares em degraus escalonados que rodeavam o trono da patriarca (o síntrono). De cada lado da bema existiam duas pequenas sacristias, o diacônico (altar para o tesouro, paramentos litúrgicos e textos sagrados) e a prótese (altar para a preparação da comunhão).
De formato quase quadrado, ao contrário das igrejas do tipo longitudinal ou axial, estas igrejas queriam representar na sua arquitetura a hierarquia do cosmos. Partindo da parte mais alta, o domo, o olhar descia até às abóbadas que dominavam a bema e as absides, antes de chegar às paredes. Esta hierarquia tornou-se tangível pelas cornijas de mármore que separavam cada um dos três componentes. No topo desta hierarquia, na cúpula, havia um mosaico representando Cristo e mais abaixo, outro representando a Virgem na meia-cúpula da 'abside'. Seguidos no terceiro e último nível estavam os anjos, profetas, apóstolos, padres da Igreja e outros santos, enquanto as paredes ilustravam várias festas do calendário litúrgico. O Império Bizantino emergiu no início do século IX a partir do caos que enfrentou nos séculos anteriores. Este período é chamado de “Renascença Macedónia”. Porém este império não abrange já todo o Mediterrâneo. A Ásia Menor é palco de invasões árabes; os eslavos estabelecem-se nos Bálcãs; o sul da Itália e Sicília são palco de uma luta entre o papa e os normandos. Tanto assim é que o segundo período da arquitetura bizantina se concentrará quase exclusivamente em Constantinopla e arredores. Os reinados de Teófilo (829-842) e Basílio I (867-886) foram marcados por um desejo de renovação como evidenciado pelos textos do período onde abundam os termos neos, kainos, kainourgios significando, aqui, não tanto uma "novidade" mas mais um "rejuvenescimento" ou um "retorno às fontes", com efeito uma consolidação da arte tradicional. Os monumentos construídos neste período renovam ou imitam os mais gloriosos monumentos de Justiniano, embora de forma mais modesta, porque já não se destinam às multidões do passado, mas ao público mais restrito que gravitava em torno do imperador: dignitários e cortesãos.
Da mesma forma, as igrejas recém-construídas focam-se não tanto em ser a sede de um bispado ou de uma paróquia mas a servir um mosteiro cujo clero se torna cada vez mais autónomo e procura escapar tanto da jurisdição episcopal como da “imperial”. Originalmente localizados no campo onde viviam dos frutos das suas terras, os mosteiros tendiam a instalar-se em Constantinopla ou, pelo menos, a estabelecer ali um serviço (metóquio).
Este período de efervescência arquitetónica foi seguido sob mandato de Basílio II (r. 976–1025) por um período de vida duradouro. Isto porque, se Basílio II conseguiu ultrapassar as fronteiras do império que agora inclui todos os Bálcãs e se estende na Ásia desde a Arménia até às costas da Síria, o Imperador torna-se um soldado económico que pouco se preocupa com a arquitetura e quer acima de tudo repor o erário público.

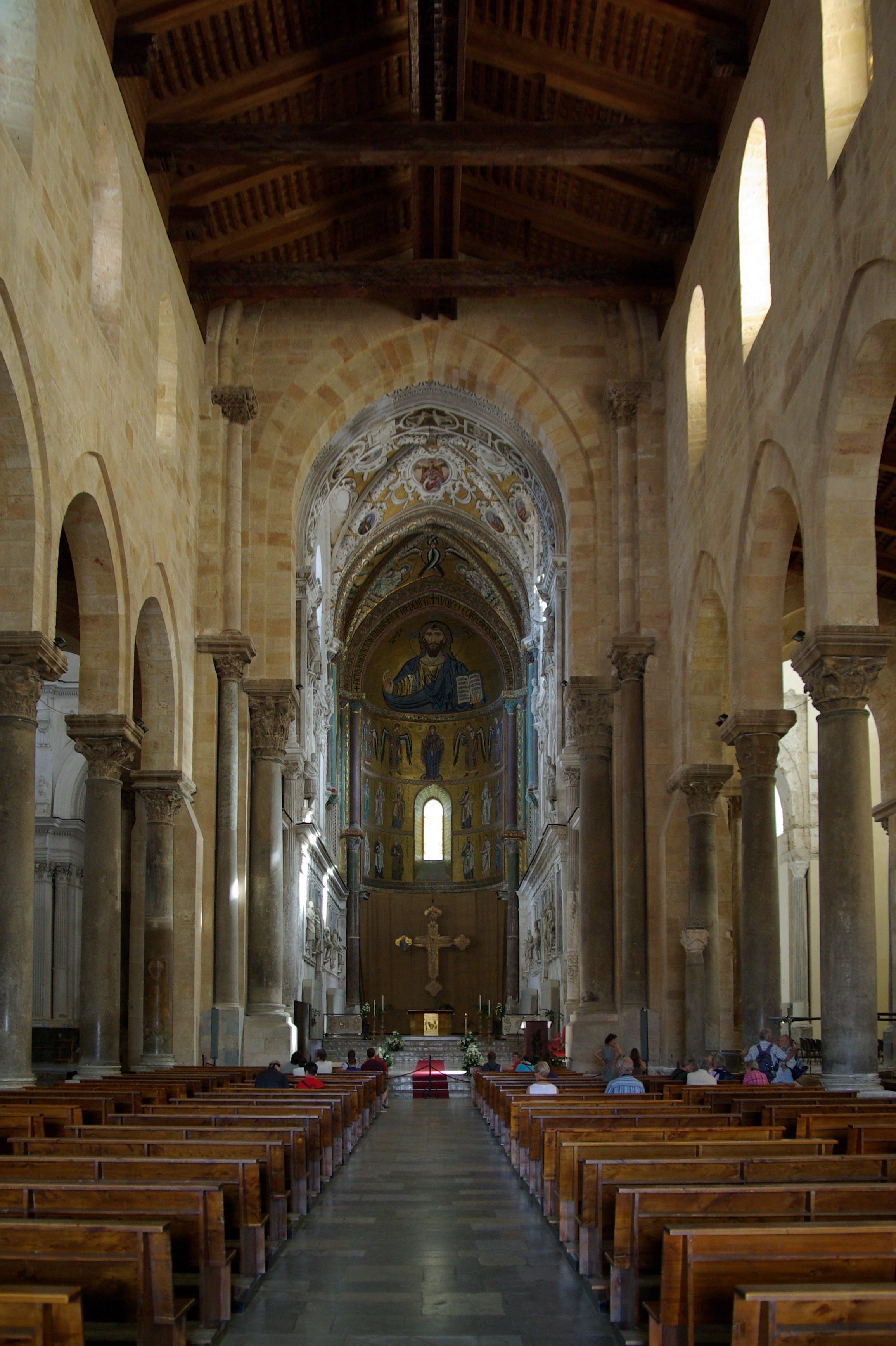
Interior da Catedral de Céfalù na Sicília, mistura de estilos normando e bizantino

Nos países que já fizeram parte do império, a influência bizantina permaneceu, mas as tradições locais mantém-se proeminentes. Assim, na Sicília, anteriormente parte do império, mas conquistada pelos muçulmanos em 902 antes de ser tomada pelos normandos em 1072, desenvolveu-se um género que poderia ser descrito como “orientalizante”. Quase todos os reis normandos procuravam os seus artesãos no mundo bizantino. E se as igrejas que construíram adoptaram normalmente a planta ocidental de três naves sem cúpula, o seu acabamento interior foi inspirado no de Bizâncio, sem no entanto conservar o seu simbolismo. A catedral de Céfalù, iniciada em 1131 sob o reinado de Rogério I apresenta na abóbada da abside um busto de Cristo pantocrator que, numa igreja tipicamente bizantina, deveria ocupar a cúpula. Este afastamento da “hierarquia” continua nas paredes verticais das absides onde encontramos a Virgem, não mais como a Teótoco (isto é, como mãe do Deus-menino), mas como posição de oração entre o arcanjos acima e os apóstolos abaixo.

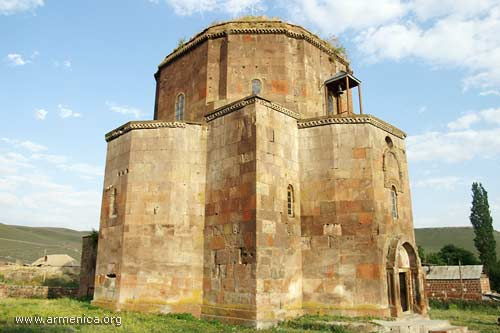
Igreja de São João de Mastara, Arménia, séculos V-VII

À medida que o Império Bizantino entrou neste período sombrio, um género próprio desenvolveu-se entre o século VII e a conquista árabe na Arménia. Muito cedo, a planta longitudinal foi abandonada em favor da planta transversal inscrita num quadrado e os arquitectos desenvolveram diversas tipologias de cúpulas que foram modificadas de várias formas, acrescentando nichos que abrigavam capelas em certos lados do quadrado (igreja de Mastara) ou destacando a cúpula das quatro paredes para apoiá-la em pilares ou colunas (catedrais de Bagarana e Echemiazim) o que permitia a construção de tambores cada vez mais estreita à medida que se aproxima do cume. Caracterizam-se pela utilização de planos circulares ou octogonais, inscritos ou não num quadrado.

### Exemplos de realizações arquitetónicas
O Imperador Teófilo (r. 829-842) dedicou-se sobretudo à reabilitação da muralha protectora junto ao mar e à construção de palácios em Constantinopla. A arquitectura desses palácios foi fortemente influenciada pelo que os enviados de Teófilo viram na Síria e que lembram os das dinastias Omíada e Abássida. Basílio I (r. 867-886), por sua vez, construiria ou renovaria muitas igrejas, incluindo vinte e cinco na capital e seis nos subúrbios. A mais famosa delas, hoje desaparecida e conhecida apenas pelas descrições medievais, foi a Nea Ekklesia ou Igreja Nova (880). Presumivelmente construída sobre uma planta com "cruz inscrita", foi coroada por cinco cúpulas, revestidas com mosaicos no interior e telhas de cobre no exterior. No seu interior possuía pelo menos quatro capelas dedicadas a Cristo, à Virgem, aos arcanjos Miguel e Gabriel, Elias e São Nicolau. A igreja votiva de Theotokos Panakrantos (igreja votiva da mãe de Deus, Constantinopla) (hoje sob as ruínas da Mesquita Fenari Isa), veio a servir de modelo para muitas outras igrejas por todo o país. Cattolica de Stilo no sul de Itália (século IX), a igreja do mosteiro de Hosios Lukas (São Lucas, na Grécia , 946-955), o Nea Moni (novo mosteiro) na ilha de Chios (1045), e o mosteiro de Dafni perto de Atenas (1050). Em contrapartida, também se espalhara nos países eslavos. Assim, a Catedral de Santa Sofia de Ohrid (hoje na Macedónia do Norte) ou a igreja com o mesmo nome em Kiev (Ucrânia) são exemplos típicos da utilização da cúpula sobre um tambor, que aumentará em altura e esbeltez ao longo do tempo.

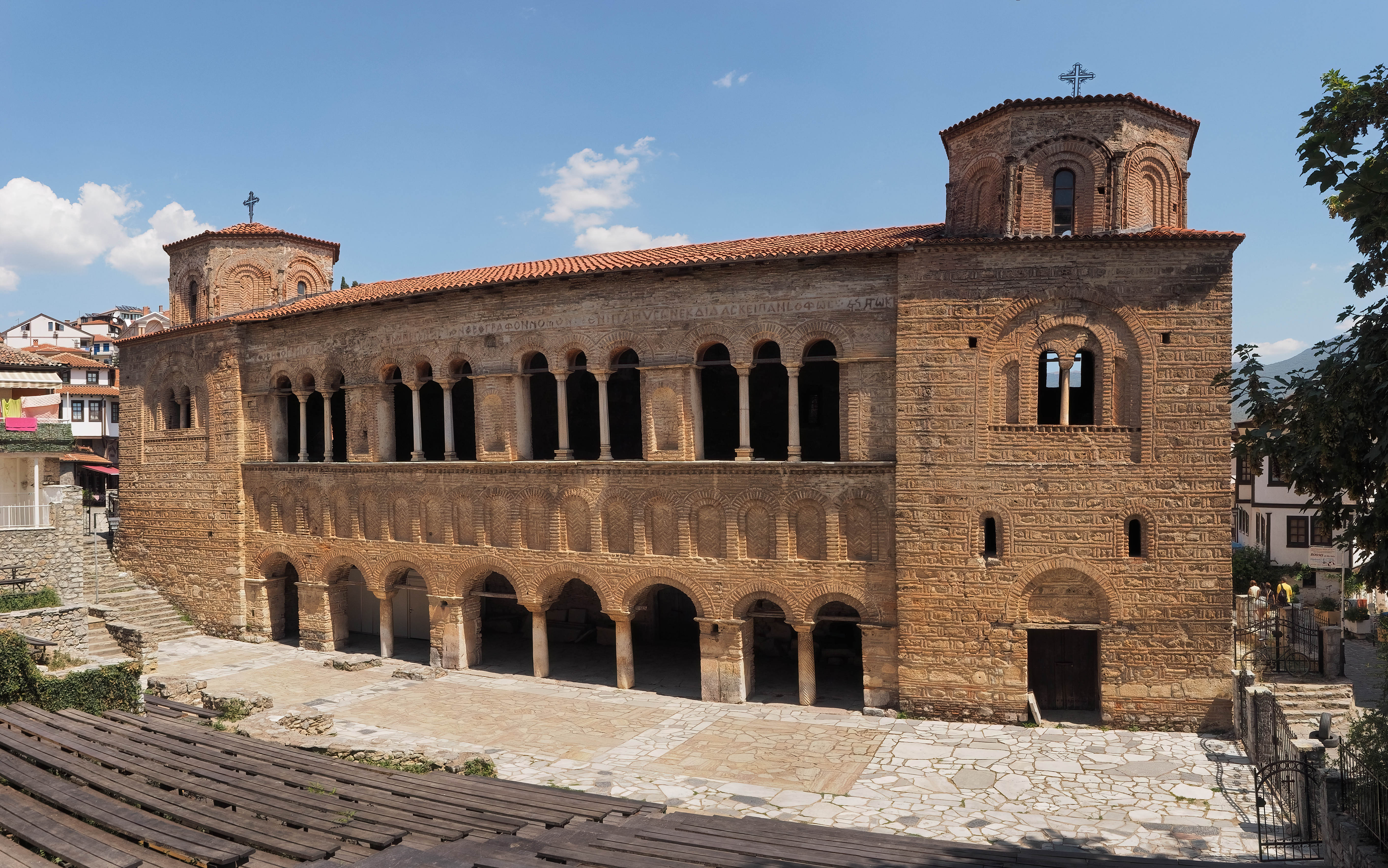
Vista da igreja bizantina de Santa Sofia em Lychnidos.

Os mosteiros bizantinos deste período apresentam conjuntos arquitetónicos com características comuns. São geralmente cercados por um muro e possuem um portal elaborado, muitas vezes dotado de bancos onde os pobres e os mendigos vinham pedir esmola. O portal abria-se para um amplo pátio interior, no meio do qual se situava a igreja, que, contrariamente à prática da época primitiva, estava separada dos restantes edifícios, obrigando-a a dar maior importância ao seu aspecto exterior. Os edifícios residenciais estavam alinhados no interior das muralhas com as suas celas retangulares, geralmente abobadadas. O segundo edifício em importância foi o refeitório e a cozinha anexa. Existiam outros edifícios, geralmente uma fonte, um forno, uma casa para visitas, por vezes uma enfermaria e casas de banho.
Foi também nesta altura que se iniciou a construção dos mosteiros do Monte Athos, que, com o Monastério da Grande Laura em 961, se tornaram gradualmente o centro do monaquismo ortodoxo. Com excepção do Protaton, a igreja mais antiga situada na capital administrativa de Karyés, todas as outras igrejas têm a forma de um trevo segundo o modelo do katholikon (igreja matriz de um mosteiro) que terá sido construído pelo próprio Santo Atanásio.

## Período tardio (1204-1453)
A partir do século XII, o Império Bizantino começou a fragmentar-se:Chipre separou-se em 1185 e quatro anos depois Teodoro Mancafas estabeleceu-se como senhor da Filadélfia. A queda de Constantinopla em 1204 apenas acelerou esta tendência na arte bizantina como foi exemplo o Império de Niceia e o Império de Trebizonda, o Despotado do Epiro (capital Arta), o Principado de Moreia (capital Mistra) e vários principados latinos. A arquitetura deste período acompanhou a evolução das influências políticas exercidas sobre estes territórios (georgianos e turcos para o império de Trebizonda, francos e eslavos para o Despotado do Epiro, venezianos e genoveses para grandes centros comerciais), bem como influências religiosas: Igreja Católica Romana e Islâmica. Seja na construção de castelos ou de igrejas, o estilo gótico começou a penetrar nesta região do mundo.

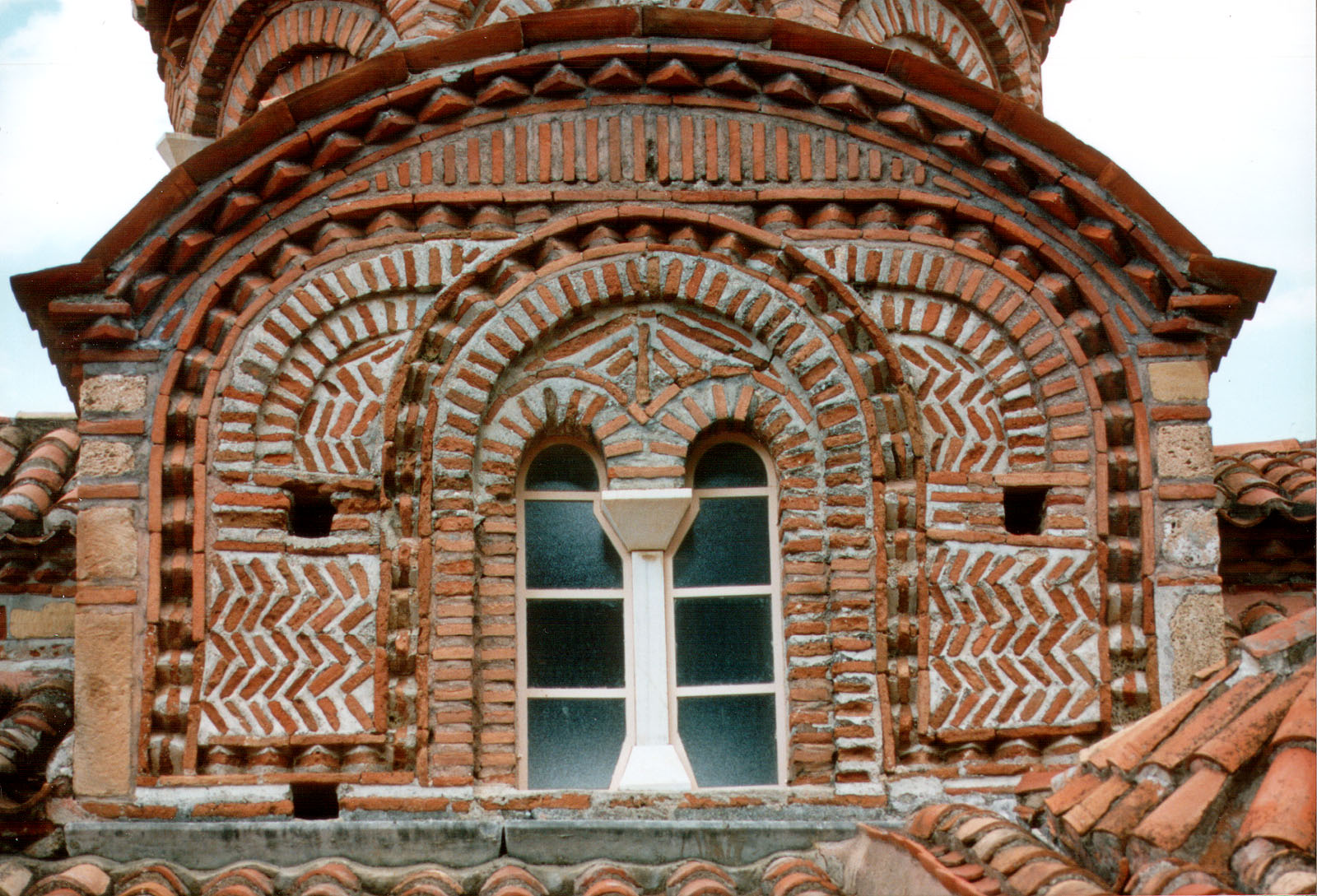
Detalhe da arquitetura "cloisonné" de tijolos "da Igreja da Sagrada Sabedoria de Mistra

A ocupação latina (1204–1261) também marcou o fim da influência de Constantinopla no desenvolvimento da arquitetura. Surgiram novos centros como Niceia, Trebizonda e Arta. Após a reconquista de Constantinopla, foram construídos novos edifícios, principalmente igrejas, mosteiros e palácios, mas este novo impulso foi rapidamente dificultado pelas guerras civis das décadas de 1320 e 1340. Muitos artesãos deixaram então a capital para se estabelecerem noutros locais, dando um grande impulso à arquitetura local (Mesembria, Escópia, Bursa).
O déspota do Epiro foi provavelmente o mais dinâmico arquitetonicamente, com muitos monumentos associados à família governante. Dois dos principais edifícios deste período são o Mosteiro de Káto Panagía perto de Arta construída pelo déspota Miguel II entre 1231 e 1271 e a igreja da Porta Panagia perto de Trícala erguida em 1283 por João I, filho de Miguel II. Estes dois edifícios têm “abóbadas de arestas”. Muito difundida na Grécia a partir do século XIII, esta igreja de três naves lembra a planta da cruz inscrita, mas sem cúpula. A obra-prima da escola epirota, no entanto, continua a ser a Igreja de Parigoritissa de Arta erguida em 1290 pelo déspota Nicéforo I. É um edifício de três andares, quase quadrado. De tipo octogonal, a cúpula central é sustentada por oito pilares; quatro cúpulas menores adornam cada canto do telhado plano.

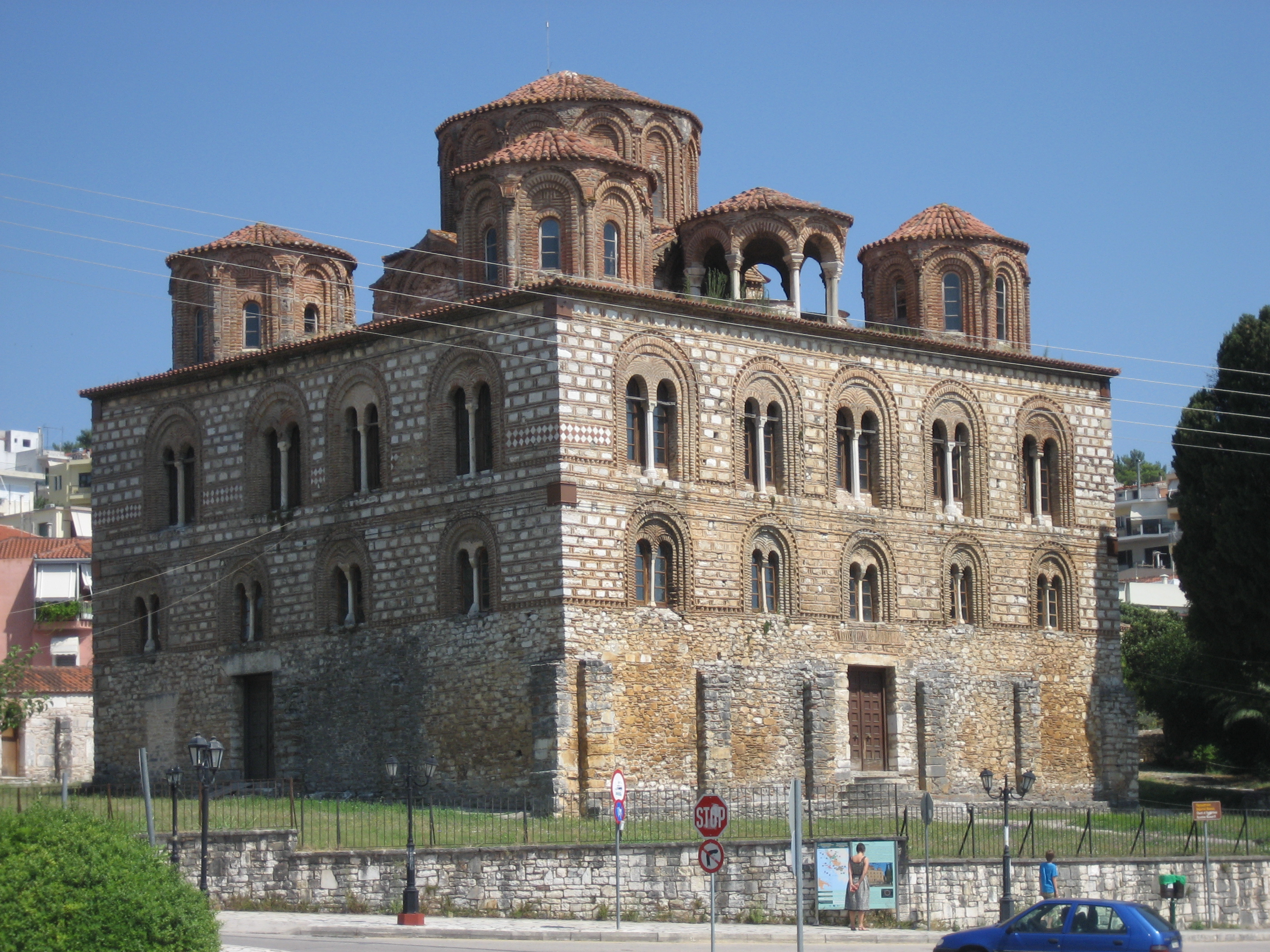
Igreja de Parigoritissa de Arta

Na própria Constantinopla e na Ásia Menor, a arquitetura do Período Comneno é praticamente inexistente, com exceção do Parque Nacional de Göreme e Sítios Rochosos da Capadócia - Elmali Kilise -, uma igreja escavada na rocha, construída em torno de 1050 de planta central na Capadócia e composta por quatro pilares irregulares formando uma cruz grega e sustentando uma cúpula bem como as igrejas do Pantocrator (hoje conhecida como Mesquita Zeyrek) e da Teótoco Ciriotissa (Virgem do Trono, hoje conhecida como Mesquita Kalenderhane) de Constantinopla.

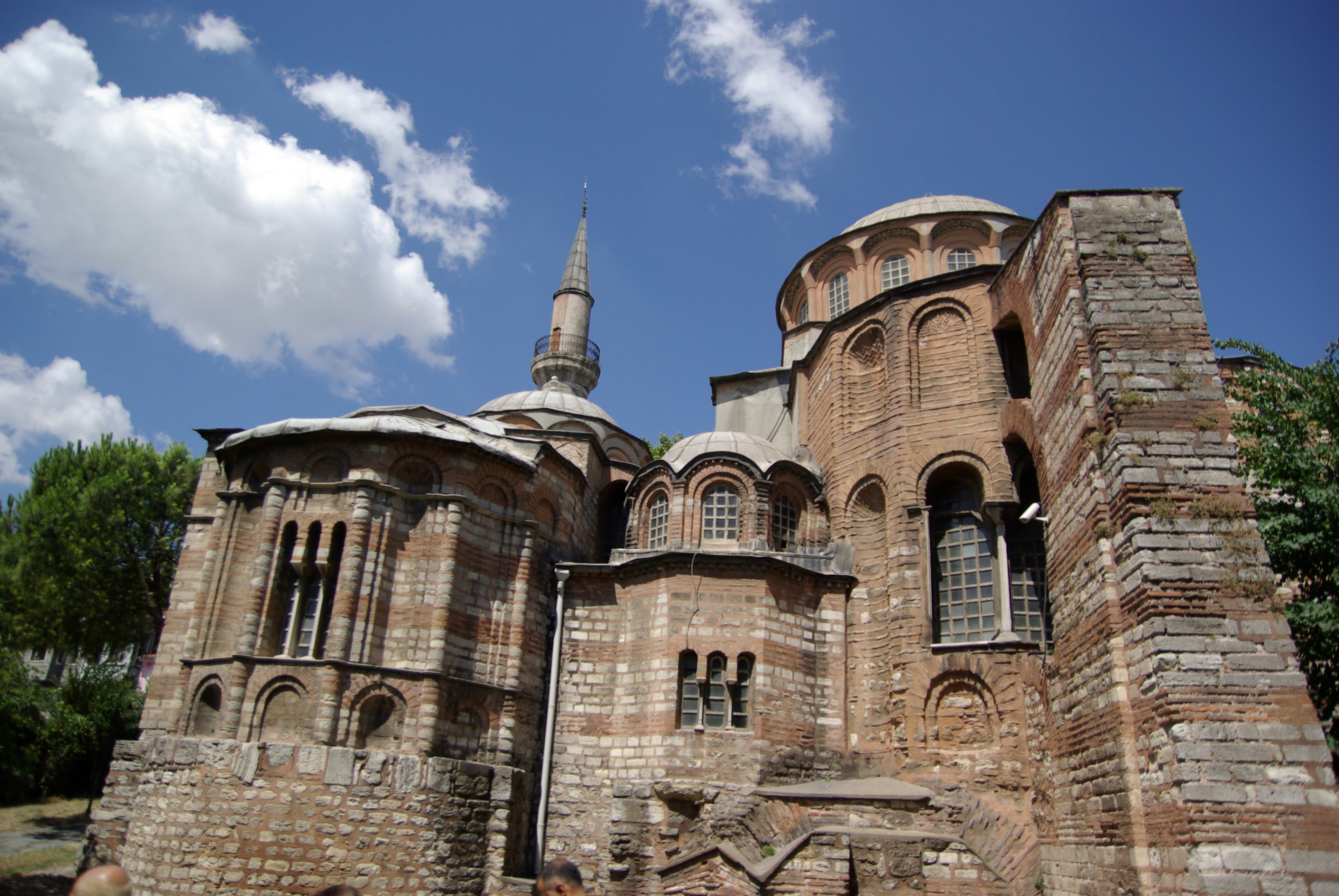
Fachada da Igreja de São Salvador em Cora, Constantinopla

Se pudéssemos falar de “renascimento” para caracterizar o surgimento intelectual ocorrido sob a dinastia dos Paleólogos, dificilmente se manifestou no campo arquitetónico. Os poucos palácios e mosteiros que datam deste período seguiram as tradições do período intercalar sem acrescentar novos elementos. Observe-se a igreja localizada ao sul do mosteiro de Lips (Mesquita de Fenari Issa) erguida pela imperatriz Teodora, esposa de Miguel VIII por volta de 1280, bem como as igrejas do Igreja de São Salvador em Cora (Mesquita Kariye) e Maria Pamacaristo datados de cerca de 1310. Mas na maioria das vezes são acréscimos a edifícios já existentes ou renovações como as do mosteiro de Cora por Teodoro Metoquita entre 1316 e 1321.
O pareclésio era frequentemente usada para fins cerimoniais e funerários, que muitas vezes consistiam em serviços realizados antes do sepultamento, bem como em serviços realizados depois para homenagear os indivíduos que partiram. Este foi um processo significativo que ajudou a orientar a comunidade e a ajudar a compreender a passagem dos falecidos. No final do período bizantino, c. 1310, um pareclésio altamente ornamentado foi acrescentado à Igreja Pammakaristos em Constantinopla para o túmulo de Miguel Glabas Tarchaniotes, um aristocrata e general bizantino que viveu c. 1235 a c. 1305–08.

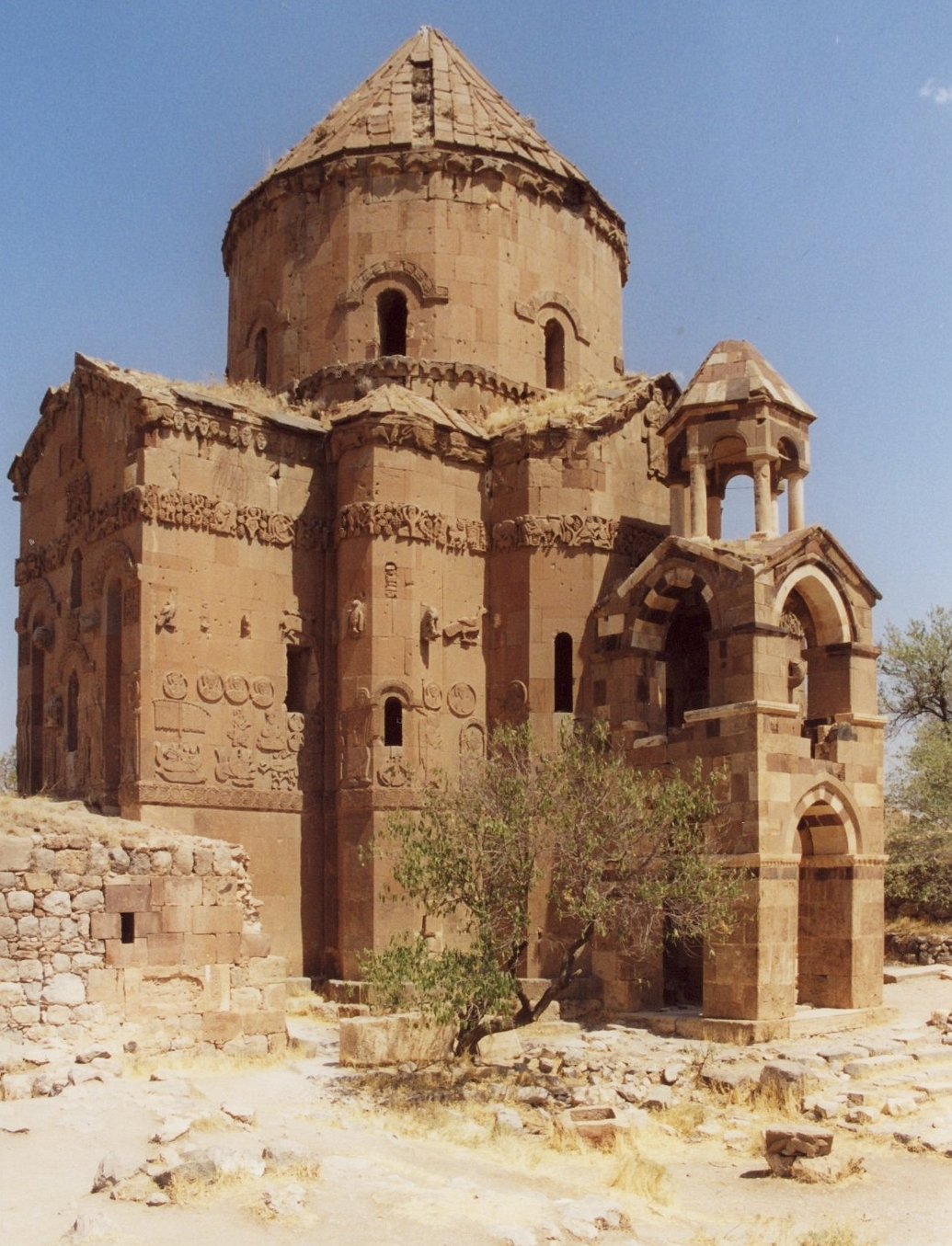
Igreja de Altamar numa ilha no Lago de Vã

Fora de Constantinopla, a Igreja dos Santos Apóstolos de Tessalónica é frequentemente considerada típica deste último período, com as suas paredes externas decoradas com padrões feitos de tijolos cruzados ou cerâmica. Ao contrário dos períodos anteriores, o exterior prevalece sobre o interior e é dotado de nichos, arcadas, cachorros e dentilos onde se cruzam azulejos e pedra. Esta alvenaria em relevo provavelmente atinge o seu ápice com a Igreja de Altamar na ilha do mesmo nome no Lago de Vã, símbolo da arquitetura arménia. Outras igrejas deste período anterior à queda de Constantinopla sobrevivem em Mistra (Mosteiro de Brontóquio) e no Monte Atos.
Ao contrário dos seus colegas bizantinos, os arquitectos eslavos deram impulso às estruturas verticais. O resultado é que perdemos a impressão da cúpula como uma abóbada celeste que desce gradualmente em direção ao mundo dos homens numa curva majestosa. A cúpula torna-se uma espécie de poço invertido onde a imagem do Pantocrator está distante e parece minúscula. O espaço horizontal é favorecido e, graças ao renascimento da pintura neste período, é coberto por cenas que se tornam pinturas sem relação com o espaço arquitetónico.

## Exemplos de destaque bizantinos ou de influência bizantina
- Igreja em cruz inscrita
- Igreja de São Sérgio e São Baco
- Igreja de Santa Irene
- Igreja de Santa Sofia
- Igreja dos Santos Apóstolos
- Basílica de São Vital
- Mausoléu de Gala Placídia
- Basílica de Santo Apolinário em Classe
- Basílica de Santo Apolinário Novo
- Basílica de São Marcos
- Mesquita dos Omíadas
- Cúpula da Rocha
- Catedral de São Volodymyr
- Catedral Velha de Salamanca
- Catedral Velha de Plasencia
- Colegiata de Santa María la Mayor